# 間二側錐六角柱
在幾何學中，間二側錐六角柱是一種凸十四面體，可以透過將兩個四角錐疊在六角柱的側面上構成，其中，這兩個四角錐在六角柱上間隔了一個側面，因此稱為間二側錐六角柱。
間二側錐六角柱能在所有面都是正多邊形時保持凸多面體的特性，其中最大的內角約為174.7度，非常接近平角，但非平角，因此間二側錐六角柱是一種詹森多面體，詹森多面體是凸多面體，面皆由正多邊形組成但不屬於均勻多面體，共有92種。這些立體最早在1966年由諾曼·詹森（Norman Johnson）命名並給予描述。諾曼·詹森在發現這些立體時，給予間二側錐六角柱編號J56。

## 性質
間二側錐六角柱可以視為由2個正四角錐（J1）和一個六角柱組合而成的立體，這兩個正四角錐相對於原始六角柱中心的旋轉對稱軸相差了120度。間二側錐六角柱共有14個面、26條邊和14個頂點。在其14個面中，有8個三角形、4個正方形和2個六邊形。間二側錐六角柱擁有與鄰二側錐六角柱和對二側錐六角柱相同的面數、邊數和頂點數，因為這些立體同為2個正四角錐和一個六角柱組合成的立體，但仍有差別，例如對二側錐六角柱具有D2h的二面體群對稱性，而間二側錐六角柱擁有的對稱性為C2v群。

### 體積與表面積
棱长为a的對二側錐六角柱的表面积（A）和体积（V）為：
{\displaystyle A=(4+5{\sqrt {3}})a^{2}}
{\displaystyle V={\frac {2{\sqrt {2}}+9{\sqrt {3}}}{6}}a^{3}}

### 頂點座標
對於一個邊長為2且幾何中心位於原點的間二側錐六角柱，其頂點座標為：
{\displaystyle \left(\pm 1,\,\pm {\sqrt {3}},\,\pm 1\right),}
{\displaystyle \left(\pm 2,\,0,\,\pm 1\right),}
{\displaystyle \left(\pm {\frac {3+{\sqrt {6}}}{2}},\,{\frac {3+{\sqrt {6}}}{2{\sqrt {3}}}},\,0\right).}

### 二面角
間二側錐六角柱一共有五種二面角，分別是六角柱兩側面的二面角、六角柱側面與頂面的二面角、六角柱側面與側錐側面的二面角、六角柱頂面與側錐側面的二面角和側錐側面的二面角。
其中，六角柱兩側面的二面角為120度；六角柱側面與頂面的二面角為直角，90度；六角柱側面與側錐側面的二面角約為174.7度：
{\displaystyle \arccos {\left(-{\frac {1}{2}}\right)}+\arccos {\left({\frac {1}{\sqrt {3}}}\right)}\approx 3.04971172\approx 174.73561^{\circ }}
六角柱頂面與側錐側面的二面角為：
{\displaystyle \arccos {\left(0\right)}+\arccos {\left({\frac {1}{\sqrt {3}}}\right)}\approx 2.52611294\approx 144.73561^{\circ }}
側錐側面的二面角為負三分之一的反餘弦值：
{\displaystyle \arccos {\left(-{\frac {1}{3}}\right)}\approx 1.91063324\approx 109.471221^{\circ }}

## 相關多面體
間二側錐六角柱可以視為少掉一個側錐的三側錐六角柱。

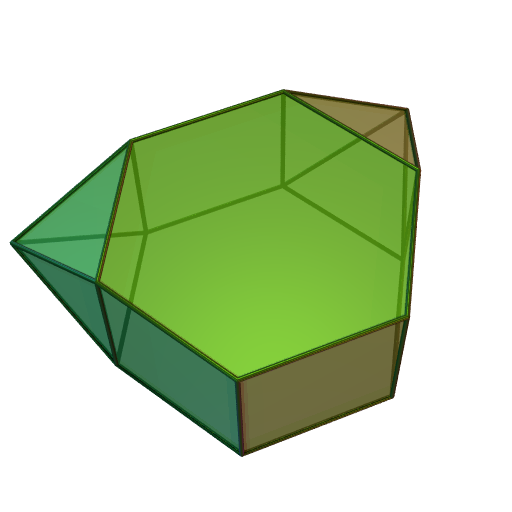
間二側錐六角柱
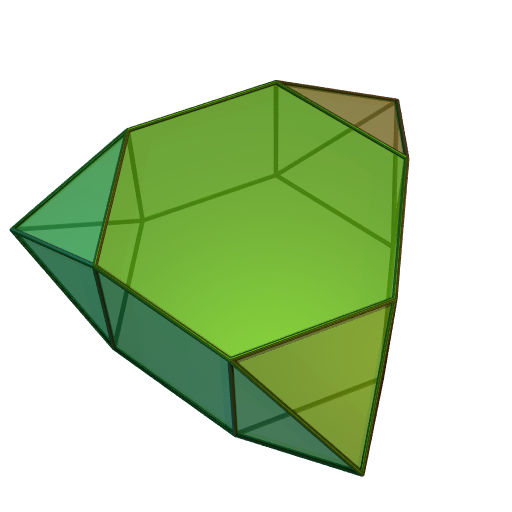
三側錐六角柱

### 鄰二側錐六角柱
鄰二側錐六角柱是一種十四面體，可以透過將兩個四角錐疊在六角柱的相鄰兩側面上構成。鄰二側錐六角柱與間二側錐六角柱一樣是由2個四角錐和一個六角柱組合構成，並具有相同的C2v群對稱性，但差別在於，鄰二側錐六角柱因側錐相鄰的關係，因此出現了超過180度的內角，也就是優角的內角，因此不屬於凸多面體，也不屬於詹森多面體，這個內角的角度約為229.47度，位於兩側錐的側面交角：
{\displaystyle \arccos {\left(-{\frac {1}{2}}\right)}+2\arccos {\left({\frac {1}{\sqrt {3}}}\right)}\approx 4.00502834\approx 229.4712207^{\circ }}
鄰二側錐六角柱與間二側錐六角柱和對二側錐六角柱擁有相同的面數、邊數及頂點數，皆有14個面、26條邊和14個頂點。在其14個面中，有8個三角形、4個正方形和2個六邊形。
鄰二側錐六角柱共有六種二面角，除了間二側錐六角柱的五種二面角之外，還有一種是兩側錐的側面交角，約為229.47度。其餘的二面角有原始六角柱頂面與側面的交角，為直角、原始六角柱側面與側面的交角，為120度、六角柱側面與側錐側面的交角，約為174.7356度、六角柱頂面與側錐側面的的交角，約為144.7度和側錐側面的二面角，約為109.47度。
同樣是由2個四角錐和1個六角柱組合而成的二側錐六角柱有對二側錐六角柱。

鄰二側錐六角柱
間二側錐六角柱
對二側錐六角柱

間二側錐六角柱和鄰二側錐六角柱都是二側錐的六角柱，也就是底面為六角柱之柱體對應的二側錐柱體，其他的二側錐柱體有：
| 側錐方式     | 3              | 4              | 5              | 6              | 7                | 8                |
| ------------ | -------------- | -------------- | -------------- | -------------- | ---------------- | ---------------- |
| 鄰           |                |                |                |                |                  |                  |
| 二側錐三角柱 | 鄰二側錐四角柱 | 鄰二側錐五角柱 | 鄰二側錐六角柱 | 鄰二側錐七角柱 | 鄰二側錐八角柱   |                  |
| 間           | -              | -              |                |                |                  |                  |
| 間           | -              | -              | 間二側錐五角柱 | 間二側錐六角柱 | 間二側錐七角柱   | 間二側錐八角柱   |
| 對           | -              |                | -              |                | -                |                  |
| 對           | -              | 對二側錐四角柱 | -              | 對二側錐六角柱 | -                | 對二側錐八角柱   |
| 1,4          | -              | -              | -              | -              |                  |                  |
| 1,4          | -              | -              | -              | -              | 1,4-二側錐七角柱 | 1,4-二側錐八角柱 |